# Sense (molekylærbiologi)
Indenfor molekylærbiologi og genetik er sense et begreb, der bruges til at sammenligne nukleinsyremolekylers polaritet. Afhængig af konteksten indenfor molekylærbiologi kan sense have en smule forskelligartede betydninger.
Molekylærbiologer kalder en enkelt DNA-streng sense-strengen (eller positiv (+)) hvis en RNA-version af den samme sekvens oversættes eller kan oversættes til protein. Dens komplementære streng kaldes antisense-strengen (eller negativ (-) sense). Antisense kan gribe ind i proteinoversættelse, hvilket kan anvendes indenfor eksempelvis medicin. 